# Ipomoea steerei
Ipomoea steerei là một loài thực vật có hoa trong họ Bìm bìm. Loài này được (Standl.) L.O. Williams mô tả khoa học đầu tiên năm 1970.